# 宮崎早織
宮崎 早織（みやざき さおり、1995年8月27日 - ）は、日本の女子バスケットボール選手である。ニックネームは「ユラ」。ポジションはガード。ENEOSサンフラワーズ所属。167cm、57kg。元新潟アルビレックスBBラビッツ所属で競艇選手の宮崎安奈は妹。兄はプロサッカー選手の宮崎泰右。

## 来歴
埼玉県出身。
南古谷小学校から与野東中学校を経て、愛媛県の聖カタリナ女子高校に進み、2年時にインターハイ・ウィンターカップともに準優勝。3年時のウィンターカップでは3位になりベスト5に選ばれた。
また、世代別日本代表としてU-16アジア選手権優勝、U-17世界選手権4位、U-18アジア選手権準優勝と成績を残す。
2014年、JXサンフラワーズ（現ENEOS）に加入。
2025年5月15日、2025-26シーズン限りでの現役引退を発表した。

## 経歴
- 聖カタリナ女子高校 - JX（2014年〜）

## 日本代表歴
- 2011 U-16アジア選手権
- 2012 U-17世界選手権
- 2012 U-18アジア選手権
- 2018 ジャカルタアジア大会3位
- 2021 東京オリンピック準優勝
- 2021 FIBAアジアカップ優勝 - 決勝の中国戦は26得点11アシスト。大会アシスト王となり、ベスト5に選出された。
- 2022 FIBA女子ワールドカップ2022予選
- 2022 FIBA女子ワールドカップ2022
- 2023 FIBAアジアカップ準優勝
- 2023 杭州アジア大会準優勝
- 2024 パリオリンピック世界最終予選

## 人物
2025年1月、結婚。